# Vyškovce nad Ipľom
Vyškovce nad Ipľom (do roku 1948 slovensky „Vyškovce“ – do roku 1927 „Viška“ nebo „Viškovce“; maďarsky Ipolyvisk – do roku 1907 Visk) jsou obec na Slovensku v okrese Levice. Obec se nachází ve východní části Podunajské nížiny na pravém břehu řeky Ipeľ. Přibližně 1 km jihozápadně od středu obce je stejnojmenná železniční zastávka na trati Zvolen – Čata. Střed obce je v nadmořské výšce 123 m n. m. a je devět kilometrů jihozápadně od Šah. Na území obce je vodní nádrž o rozloze 18 ha.

## Historie
První písemná zmínka o obci pochází z roku 1156, kdy je uváděna jako Visc. Jiné zdroje uvádějí, že první písemná zmínka o obci pochází z roku 1266, kdy je uváděna jako Wysk. V roce 1715 měla obec 39 domácností, v roce 1720 mlýn a 53 domácností. V roce 1828 zde bylo 133 domů a žilo zde 803 obyvatel, kteří byli zaměstnáni v zemědělství, ovocnářství a jako pastýři. V letech 1938 až 1945 byla obec na základě první vídeňské arbitráže připojena k Maďarsku.

## Obyvatelstvo
Při sčítání lidu v roce 2011 měly Vyškovce nad Ipľom 666 obyvatel, z toho 445 Maďarů, 167 Slováků, 34 Romů, čtyři Čechy a jednoho Žida; jeden obyvatel uvedl jinou etnickou skupinu. 14 obyvatel v této souvislosti nepodalo žádné informace.

## Pamětihodnosti
- Římskokatolický kostel sv. Margity Antiochijské, jednolodní pozdně barokní stavba z roku 1798 se segmentově ukončeným presbytářem a představenou věží; byl postaven na místě zaniklého gotického kostela.
- Kaple Sedmibolestné Panny Marie z roku 1850.
- Zámek rodiny Koháry ze 17. století, přestavěný v klasicistním stylu v 19. století.
- Zámeček rodiny Esterházy z 19. století.
- Zaniklý hrad, nachází se na mírné vyvýšenině na břehu Ipľu v lokalitě bývalého římského tábora. Hrad castrum Wysk se zmiňuje v letech 1303 a 1312.